# Strange Currencies
«Strange Currencies» és el vint-i-novè senzill de la banda estatunidenca R.E.M., el quart extret de l'àlbum Monster, el 3 d'abril de 1995 per Warner Bros. Records.
La cançó va estar apunt de no ser inclosa a l'àlbum degut a les seves similituds rítmiques amb «Everybody Hurts», però la banda va considerar finalment que era prou bona per no ser rebutjada i van modificar-ne lleugerament el ritme.
El videoclip va ser dirigit per Mark Romanek durant el primer aniversari de la mort de l'actor River Phoenix, amic íntim de Michael Stipe, i hi apareix la seva darrera xicota, l'actriu Samantha Mathis. Es va editar un segon videoclip per a remescles que incorporava imatges en directe de Road Movie i la segona temporada de la sèrie de televisió The Bear, publicat el 27 de juny de 2023. També es va editar un videoclip líric pel 25è aniversari de Monster, el 20 de juliol de 2023.

## Llista de cançons
| 1.            | «Strange Currencies»                | 3:52 |
| 2.            | «Strange Currencies» (instrumental) | 3:52 |
| Durada total: | Durada total:                       | 7:44 |

| 1.            | «Strange Currencies»          | 3:52  |
| 2.            | «Drive» (directe)             | 4:17  |
| 3.            | «Funtime» (directe)           | 2:16  |
| 4.            | «Radio Free Europe» (directe) | 4:43  |
| Durada total: | Durada total:                 | 15:08 |

| 1.            | «Strange Currencies» (remescla 25è aniversari per Scott Litt) | 3:52  |
| 2.            | «Strange Currencies»                                          | 3:52  |
| 3.            | «Strange Currencies» (directe de Road Moview)                 | 4:13  |
| Durada total: | Durada total:                                                 | 11:57 |

- Totes les versions en directe van ser enregistrades al 40 Watt Club d'Athens el 19 de novembre de 1992.